# Shaw Tower
Pour le lieu du film Les Animaux fantastiques de David Yates, voir Shaw Tower (Les Animaux fantastiques).
La Shaw Tower est un gratte-ciel de logements et de bureaux construit à Vancouver au Canada de 2002 à 2004. L'immeuble a une surface de plancher de 49 451 m2 desservie par 11 ascenseurs. Les 16 premiers étages sont occupés par la société Shaw Communications et les étages supérieurs par 131 logements. La forme de l'immeuble est un triangle.
À l'entrée se trouve un atrium de 10 mètres de hauteur.
38 000 mètres cubes de béton ont été utilisés pour la construction de l'immeuble.
L'acteur de cinéma Jean-Claude Van Damme y a acheté un penthouse.
Durant sa construction l'immeuble a servi au tournage du film I, Robot (film)
L'architecte est l'agence James KM Cheng Architects Inc, le promoteur de l'immeuble (developer) est la société Westbank Projects Corp.
L'acquisition du terrain a coûté 25,2 millions de $.
En juin 2023 la Shaw Tower était l'un des dix plus haut bâtiment de Vancouver.